# 陳志勇
陳志勇（Shaun Tan，1974年—），澳洲插畫家與作家。

## 生平
陳志勇父親是馬來西亞華裔，在1960年代移民到澳洲，母親則是澳洲人。陳志勇成長於澳洲柏斯北邊郊區，青少年時期，陳志勇替科學小說畫插圖，也為雜誌故事配插圖。 
1995年陳志勇畢業於西澳大利亚大學藝術系以及英國文學系。陳志勇曾與藍天工作室與皮克斯動畫工作室（Pixar）合作，擔任動畫片《荷頓奇遇記》以及《瓦力》造型顧問。
2011年，他獲得了阿斯特麗德·林格倫紀念獎，以表彰他對國際兒童文學的貢獻。

## 作品
陳志勇代表作品有：《觀像鏡》（The Viewer）、《兔子》（The Rabbits）、《失物招領》（The Lost Thing）、《緋紅樹》（The Red Tree）、《抵岸》（The Arrival）、《夏天的規則》(Rules of Summer)。

## 榮譽
- 1999年－《兔子》 CBCA 年度最佳圖畫書
- 2001年－《失物招領》 CBCA年度最佳圖畫書光榮獎
- 2006年－《抵岸》澳洲新南威爾斯首相文學獎[1]
- 2006年－《抵岸》西澳州長書獎[2]
- 2007年－ 《抵岸》IBBY白鴉評審特別獎
- 2007年－世界奇幻獎（World Fantasy Award）年度藝術家

## 連接
- 官方网站
- 網路推理小說資料庫上的Shaun Tan
- Shaun Tan在互联网电影资料库（IMDb）上的資料（英文）
- InFrame.tv interview with Shaun Tan on the animated adaptation of his book The Lost Thing
- The Lost Thing: Online interactive version
- Interview with Shaun Tan on Australian Edge
- Webquest on 'Representations of Belonging' - using the picture books of Shaun Tan by Julie Bain Archive.today的存檔，存档日期2012-12-30
- Webquest on 'Viewing the Viewer' - postmodern picture books for teaching and learning in secondary English education by Julie Bain （页面存档备份，存于）
- Drawn Outsider - a profile of Shaun Tan[]
- Shaun Tan's Gallery with biography and artbooks on Inside Your ART